# مانتکا (کالیفرنیا)
مانتکا (به انگلیسی: Manteca) شهری در شهرستان سن ژواکین، کالیفرنیا ایالت کالیفرنیا است که در سرشماری سال ۲۰۱۰ میلادی، ۶۷۰۹۶ نفر جمعیت داشته است.